# Leucocelis hiekei
Leucocelis hiekei är en skalbaggsart som beskrevs av Ruter 1969. Leucocelis hiekei ingår i släktet Leucocelis och familjen Cetoniidae. Inga underarter finns listade i Catalogue of Life.